# میخال کوبیاک
میخال کوبیاک (به لهستانی: Michał Jarosław Kubiak) (زادهٔ ۲۳ فوریهٔ ۱۹۸۸) بازیکن والیبال اهل لهستان و عضو پیشین تیم ملی والیبال لهستان و باشگاه پاناسونیک پانترز ژاپن است. کوبیاک به همراه لهستان به دو مدال طلای قهرمانی جهان ۲۰۱۴ و ۲۰۱۸، مدال نقرهٔ جام جهانی والیبال ۲۰۱۱، برنز ۲۰۱۵، مدال طلای لیگ جهانی ۲۰۱۲، مدال برنز لیگ جهانی ۲۰۱۱ و مسابقات قهرمانی اروپا ۲۰۱۱ رسیده‌است. او در بازی‌های المپیک لندن ۲۰۱۲، ریو ۲۰۱۶ و توکیو ۲۰۲۰  نیز حضور داشته است. همچنین کوبیاک با یازچمبسکی ونگل مقام سومی لیگ قهرمانان اروپا و دومی قهرمانی باشگاه‌های جهان را تجربه نمود. کوبیاک با پیشرفت برجستهٔ خود از سال ۲۰۱۵ به‌عنوان کاپیتان تیم لهستان انتخاب شد.

## ورزش حرفه‌ای
کوبیاک در ابتدا به همراه زبیگنیو بارتمن، والیبال ساحلی بازی می‌کرد. آن‌ها یک مدال طلا در مسابقات قهرمانی زیر ۱۸ سال اروپا در سال ۲۰۰۴ و یک مدال نقره در مسابقات قهرمانی زیر ۱۸ سال جهان در همان سال، به‌دست آوردند. کوبیاک و بارتمن، هر دو بازی والیبال ساحلی را کنار گذاشته و به والیبال داخل سالن روی آوردند.

### باشگاه‌ها
کوبیاک نخستین بازی خود را در لیگ والیبال لهستان در فصل ۲۰۰۵/۲۰۰۶ انجام داد و پیش از انتقال به لیگ‌های خارجی، برای سه باشگاه لهستانی بازی کرد. در فصل ۲۰۰۸/۲۰۰۹، او برای باشگاه اسرائیلی هاپوئل کریات‌آتا بازی کرد. کار او پس از نمایش‌ خوب در تیم دوم لهستان، شتاب گرفت. او سپس به ایتالیا و باشگاه پادوا رفت. در فصل ۲۰۱۰/۲۰۱۱، او به پلاس لیگای لهستان بازگشت. 
کوبیاک در لیگ لهستان پس از جدا شدن از باشگاه ورشو به باشگاه یازچمبسکی ونگل پیوست. او با این باشگاه در مسابقات قهرمانی باشگاه‌های جهان در سال ۲۰۱۱ به مدال نقره دست یافت و با این تیم، در فصل ۲۰۱۲/۲۰۱۳ مدال برنز مسابقات قهرمانی لهستان را به‌دست آورد. در فصل ۲۰۱۳/۲۰۱۴ این باشگاه در لیگ قهرمانان اروپا در آنکارا و پس از شکست زنیت کازان به مدال برنز دست یافت. کوبیاک فصل ۲۰۱۴ را با دومین برنز در مسابقات قهرمانی لهستان به پایان رساند.
در ژوئیهٔ ۲۰۱۴، یک سال پیش از پایان قراردادش، کوبیاک درخواست فسخ زودهنگام کرد. باشگاه او موافقت کرد و کوبیاک توانست برای باشگاه هالک بانک ترکیه در فصل ۲۰۱۴/۲۰۱۵ بازی کند. او با یازچمبسکی ونگل به توافق رسید که پس از پایان قرارداد در ترکیه، به باشگاه لهستانی بازگردد. در ۲۹ مارس ۲۰۱۵ او با تیم خود هالک بانک آنکارا قهرمان جام حذفی ترکیه شد. در دیدار پایانی، تیم او آرکاس ازمیر را ۳ بر صفر شکست داد. کوبیاک سپس به ژاپن رفت و به تیم پاناسونیک پانترز پیوست.

### تیم ملی لهستان
کوبیاک نخستین بار توسط مربی آندره‌آ آناستازی در سال ۲۰۱۱ به  تیم ملی لهستان انتخاب شد. او در همان سال با تیم لهستان سه مدال شامل مدال نقرهٔ جام جهانی و دو برنز در لیگ جهانی و قهرمانی اروپا به‌دست آورد. او سپس مدال طلای لیگ جهانی ۲۰۱۲ را در صوفیه بلغارستان به‌دست آورد. وی در تاریخ ۱۹ اوت ۲۰۱۴ برای مسابقات قهرمانی جهان که در لهستان برگزار شد به تیم ملی لهستان دعوت شد. این تیم در ۲۱ سپتامبر ۲۰۱۴ عنوان قهرمانی جهان را به‌دست آورد.
در ۲۷ اکتبر ۲۰۱۴ کوبیاک جایزهٔ دولتی صلیب طلایی شایستگی برای دستاوردهای ورزشی برجسته و تبلیغ جهانی لهستان را از برونیسلاو کوموروفسکی رئیس‌جمهور لهستان، دریافت کرد. کوبیاک در نوامبر ۲۰۱۵ نیز در فهرست شخصیت‌های ورزشی سال لهستان، مقام پنجم را به‌خود اختصاص داد.
کوبیاک در ۳۰ سپتامبر ۲۰۱۸ به همراه تیم لهستان، عنوان قهرمانی مسابقات والیبال قهرمانی جهان ۲۰۱۸ را به‌دست آورد. لهستان در فینال، ۳-۰ برزیل را شکست داد و از عنوان قهرمانی خود در سال ۲۰۱۴ دفاع کرد. کوبیاک در این مسابقات، جایزهٔ انفرادی بهترین اسپکر از بیرون را دریافت کرد و یکی از بازیکنان اصلی تیم بود.

## جنجال‌ها

### توهین به مردم ایران
کوبیاک در سال ۲۰۱۹ و پس از شکست ۳-۲ لهستان در برابر تیم ملی ایران در ارومیه، اظهارنظری علیه مردم ایران کرد که منجر به محرومیتش از سوی فدراسیون بین‌المللی والیبال برای ۶ بازی شد. وی با اشاره به مردم ایران گفت: ایرانی‌ها فکر می‌کنند بزرگ و بهترین هستند و ما بدترین هستیم. اما من باور دارم که آن‌ها افرادی *قاتل"، "بدخواه" و "لعنتی" هستند. برای من این ملت وجود ندارد، هرچند که آن‌ها با افتخار خود را فارس می‌خوانند نه عرب. گاهی باید با آن‌ها بازی کنیم، اما برای من، آن‌ها وجود ندارند.
ایگور کولاکوویچ سرمربی تیم ملی والیبال ایران در پاسخ به این گفته‌ها در صفحهٔ اینستاگرام خود خطاب به کوبیاک نوشت: "میخال کوبیاک عزیز، تو والیبالیست بزرگی هستی، اما حق داری اشتباه کنی. لطفاً به ایران بیا تا ببینی چه‌قدر مردم شگفت‌انگیزی در این‌جا زندگی می‌کنند."

### مشاجره با کاربران ایرانی
کوبیاک  در جریان بازی‌های المپیک ۲۰۲۰ پیش از بازی مقابل تیم ایران گفت: ایران تیم قدرتمندی نیست و در المپیک من را تحت تاثیر قرار نمی‌دهد. پس از پیروزی تیم والیبال ایران برابر لهستان کاربران ایرانی به صفحهٔ اینستاگرام کوبیاک و سایر بازیکنان لهستان هجوم بردند.

## دست‌آوردهای ورزشی

### افتخارات باشگاهی
- والیبال قهرمانی باشگاه‌های جهان
  - دوحه ۲۰۱۱ – با یازچمبسکی ونگل

- باشگاه‌های آسیا
  - تایپه ۲۰۱۹ – با پانترز پاناسونیک
- لیگ‌های کشوری
  - ۲۰۱۴/۲۰۱۵ سوپرجام ترکیه با هالک بانک آنکارا
  - ۲۰۱۴/۲۰۱۵ جام ترکیه با هالک بانک آنکارا
  - ۲۰۱۵/۲۰۱۶سوپرجام ترکیه با هالک بانک آنکارا
  - ۲۰۱۵/۲۰۱۶ مسابقات قهرمانی ترکیه با هالک بانک آنکارا
  - ۲۰۱۷/۲۰۱۸ جام امپراتور ژاپن با پاناسونیک پانترز
  - ۲۰۱۷/۲۰۱۸ مسابقات قهرمانی ژاپن با پاناسونیک پانترز
  - ۲۰۱۸/۲۰۱۹ مسابقات قهرمانی ژاپن با پاناسونیک پانترز

### تیم ملی جوانان
- والیبال ساحلی
  - ۲۰۰۴ مسابقات قهرمانی اروپا زیر ۱۸ سال به همراه زبیگنیو بارتمن
  - ۲۰۰۴ قهرمانی جهان زیر ۱۹ سال به همراه زبیگنیو بارتمن

### افتخارات فردی
- ۲۰۱۳ جام واگنر - بهترین دریافت‌کننده
- ۲۰۱۴ جام حذفی لهستان - بهترین اسپکر
- ۲۰۱۵ لیگ جهانی - بهترین دریافت‌کنندهٔ قدرتی
- ۲۰۱۵ جام واگنر - باارزش‌ترین بازیکن
- ۲۰۱۶ ورزشکار سال لهستان - ردهٔ پنجم
- ۲۰۱۶ لیگ ترکیه - باارزش‌ترین بازیکن
- ۲۰۱۶ جام واگنر - بهترین دریافت‌کنندهٔ قدرتی
- ۲۰۱۸ لیگ ژاپن - باارزش‌ترین بازیکن
- ۲۰۱۸ قهرمانی جهان - بهترین دریافت‌کنندهٔ قدرتی